# Montañas Jangái
Las montañas Jangái (en mongol: Хангайн нуруу, Jangain nuruu) son una cadena montañosa localizada en la parte central de Mongolia, a unos 400 km al oeste de Ulán Bator. En el oeste, las montañas Jangái hacen la transición hacia la Depresión de los Grandes Lagos. La cumbre más alta es el Otgontenger Uul (la montaña celeste más joven), con una altura, según la fuente, de 3905, 4021 o 4031 m.
Las montañas alimentan los ríos Ideriin Gol, Orjón (1124 km), Selengá (1480 km) y Zavjan y a los lagos Orog y Tsagaan Boon. 
- Datos: Q747843